# Evolutionäre Spieltheorie
Eine neuere Entwicklung im Bereich der Theoretischen Biologie ist die Erforschung evolutionärer Prozesse, Ausbreitung und Verteilung von Verhaltensmustern in Tierpopulationen durch natürliche Selektion, Ausbreitung von Infektionen, mit Methoden und Modellen der Spieltheorie.
Die evolutionäre Spieltheorie untersucht die zeitliche und/oder räumliche Entwicklung  verschiedener Phänotypen einer Population. Die Phänotypen wirken im ständigen Wechsel aufeinander ein und setzen dabei verschiedene Strategien ein, z. B. bei Futtersuche oder Revierkämpfen. Die eingesetzten Strategien entscheiden über eine Verbesserung oder Verschlechterung der Fitness der einzelnen Phänotypen im Lauf der Zeit. Die Veränderung der Fitness der einzelnen Phänotypen beeinflusst wiederum ihre Verbreitung innerhalb der Population, ihre Häufigkeit.
Die Bahnkurven der zeitlichen Entwicklung der einzelnen Phänotypen können verschiedene Attraktoren haben. Phänotypen können aussterben, aber auch Koexistenz ist möglich.
Pionierarbeit wurden von John Maynard Smith und George R. Price, sowie Robert Axelrod, geleistet.
Motiviert wurde dieser Ansatz u. a. durch die in vielen Tierpopulationen gemachte Beobachtung, dass selbst schwer bewaffnete Tiere in Revier- und Paarungskämpfen ihre Waffen nur in den seltensten Fällen einsetzen, um einen Rivalen tödlich zu verletzen. In der älteren biologischen Forschung (z. B. Thomas Henry Huxley, Konrad Lorenz) wurden diese Phänomene noch durch das Prinzip der Erhaltung der eigenen Art erklärt, das friedliches Verhalten gegenüber Rivalen der eigenen Art postulierte. Von dieser Erklärung ist man in den letzten Jahren abgerückt.
Es wurde in mehreren Arbeiten gezeigt, dass spieltheoretische Überlegungen helfen können, die oben angesprochenen Phänomene zu erklären. Dabei ist die Übertragung spieltheoretischer Konzepte auf die Erklärung biologischer Phänomene nicht unumstritten, da spieltheoretische Konzepte zunächst für die Interaktion von bewusst handelnden Individuen entwickelt wurden. Aus diesem Grunde verweisen manche Spieltheoretiker die Theorie der evolutionären Spiele aus dem Bereich der Spieltheorie im engeren Sinne.

## Untersuchungsfelder
- Die Populationsdynamik von Strategien und Verhaltensmustern
- Das Auftreten von evolutionär stabilen Strategien (ESS)

## Modelle
Die evolutionären Theoriemodelle weichen von der „klassischen“ Spieltheorie in mehreren Grundannahmen deutlich ab. Der klassische Ansatz unterstellt z. B. rationale Auswahl der Strategien und vollständige Information der Spieler. Diese Annahmen werden in der evolutionären Spieltheorie nicht gemacht.
In der evolutionären Spieltheorie suchen die Spieler keine Lösung. Diejenigen, die eine weniger erfolgreiche Strategie haben, scheiden ganz einfach aus der Population im Laufe der Zeit aus. Dies bedeutet, dass diese Theorie mit einem extrem beschränkt rationalen Entscheidungsverhalten startet. Es bleibt jedoch insofern rational, als der Anteil von Spielern mit einer erfolgreichen Strategie wächst. Die Rationalitätslösung ergibt sich somit nicht aus der Voraussicht rationaler Akteure, sondern ist Folge eines Selektionsmechanismus. Dies kann als Lernen interpretiert werden. Dieses Lernen findet dann aber auf der Ebene der gesamten Population der Spieler statt. Über das Lernen eines bestimmten Spielers werden dabei jedoch keine Aussagen getroffen.
Auch die bewusste Wahl einer Strategie in dem Wissen um Interaktion mit anderen Spielern steht in der evolutionären Spieltheorie ganz im Hintergrund. Stattdessen haben die Spieler im evolutionären Kontext automatenhaft bestimmte Verhaltensmuster und die zentrale Frage zielt darauf ab, welche Verhaltensmuster in welchem Ausmaß im Spiel 'überleben' und welche neuen Verhaltensmuster (Strategien) in das Spiel erfolgreich eindringen können.

### Beschreibung der Dynamik mit Replikatorgleichungen
Im Basismodell der evolutionären Spieltheorie wird die zeitliche Entwicklung von n Phänotypen (Replikatorspezies) mit Replikatorgleichungen beschrieben.
{\displaystyle {\dot {x_{i}}}=x_{i}(f_{i}-\Phi ),1\leq i\leq n}.
Die Wachstumsgeschwindigkeit {\displaystyle {\dot {x_{i}}}} des Phänotyps i hängt ab von:
- der relativen Häufigkeit {\displaystyle x_{i}} des Phänotyps {\displaystyle i} innerhalb einer Population,
- der Fitness {\displaystyle f_{i}} des Phänotyps {\displaystyle i} und der
- mittleren Fitness {\displaystyle \Phi } der Population

Ist die Fitness {\displaystyle f_{i}} eines Phänotyps i
1. größer als die mittlere Fitness, {\displaystyle f_{i}>\Phi }, so nimmt die relative Häufigkeit des Phänotyps in der Population zu;
2. genauso groß wie die mittlere Fitness, {\displaystyle (f_{i}-\Phi )=0}, so ändert sich die relative Häufigkeit nicht;
3. kleiner als die mittlere  Fitness, {\displaystyle f_{i}<\Phi }, so nimmt die relative Häufigkeit ab.

- Die Population wird durch den Vektor der relativen Häufigkeiten der einzelnen Phänotypen {\displaystyle x=(x_{1},\ldots ,x_{n})} beschrieben; {\displaystyle x_{i}\in [0,1]}
- die Population sei konstant, es gilt also: {\displaystyle \sum _{i=1}^{n}x_{i}=1}.

Die Interaktion der Phänotypen im Modell, jeder Phänotyp repräsentiert eine Strategie, wird durch eine Auszahlungsmatrix {\displaystyle A={\begin{bmatrix}a_{11}&\cdots &a_{1n}\\\vdots &\ddots &\vdots \\a_{n1}&\cdots &a_{nn}\end{bmatrix}}} modelliert.
Treffen zwei Phänotypen {\displaystyle 1\leq i,j\leq n} aufeinander, so verändert der Phänotyp {\displaystyle i} seine Fitness um den Wert {\displaystyle a_{ij}} und der Phänotyp {\displaystyle j} um den Wert {\displaystyle a_{ji}}.
Die Gesamtfitness {\displaystyle f_{i}} des Phänotyps {\displaystyle i} ist dann {\displaystyle f_{i}=\sum _{j=1}^{n}x_{j}a_{ij}}.
Die Selektion eines Phänotyps, ausgedrückt als seine relative Häufigkeit, ist also abhängig von der Häufigkeit aller anderen Phänotypen innerhalb der Population.
Die mittlere Fitness ist {\displaystyle \Phi =\sum _{i=1}^{n}x_{i}f_{i}}.

## Bedeutung
In letzter Zeit spielen Argumente der evolutionären Spieltheorie eine immer größere Rolle bei der Modellierung des Lernens in Spielen. Hier ist es insbesondere der Aspekt der beschränkten Rationalität von Spielern, der die Übernahme von Elementen evolutionärer spieltheoretischer Modelle reizvoll macht. Die evolutionäre Spieltheorie ist also auf keinen Fall auf die Beschreibung biologischer Phänomene beschränkt, sie durchdringt in zunehmender Weise auch Gebiete der Spieltheorie, die zwar bewusst handelnde, aber nicht immer vollständig rationale Spieler zum Gegenstand haben.

## Beispiel
Eines der berühmtesten Beispiele für evolutionsstabile Strategien ist das Falke-Taube-Spiel. Das Falke-Taube-Spiel modelliert den Wettkampf um eine Ressource (Revier, Partner, Nistplatz …). Der Name des Spieles ist jedoch irreführend: Es geht hier nicht um die Auseinandersetzung zwischen zwei verschiedenen Tierarten, sondern die Namen „Falke“ und „Taube“ stehen stattdessen für zwei Verhaltensweisen, welche die Tiere einer Art in einem Wettkampf benutzen können:
- Taube: friedliche Verhaltensweise
- Falke: aggressive Verhaltensweise
Die Frage ist dann, welche dieser Verhaltensweisen sich in einer Population durchsetzen wird oder ob beide neben- und miteinander existieren können.